# ヨエル・アルミア
ヨエル・アルミア （Joel Armia、1993年5月31日 - ）は、フィンランド共和国サタクンタ県ポリ出身のプロアイスホッケー選手。ナショナルホッケーリーグ(NHL)のモントリオール・カナディアンズに所属。 

## 経歴

### フィンランド時代
地元ポリのポリン・アサットでユース時代を過ごし、2010年シーズンに同クラブのトップチームに昇格。SMリーガでプロデビューを果たした。以降3シーズンで、55ゴール、45アシストの計100ポイントを記録。
2011年のNHLドラフト1巡目（全体16位）でバッファロー・セイバーズから指名を受けたが、すぐには契約しなかった。
2012-13シーズンは、レギュラーシーズンこそ4位でフィニッシュしたが、プレーオフでは16試合で3ゴール5アシストを挙げ、チームの優勝に貢献した。 

### セイバーズ時代
2012年6月16日にセイバーズとの3年契約を結んだ。 
2014-15シーズンは主にアメリカン・ホッケー・リーグ(AHL)のロチェスターでプレーしていた。2014年12月にセイバーズに昇格し、12月23日のデトロイト・レッドウィングス戦でNHLデビューを果たした。

### ジェッツ時代
2015年2月11日にトレードが成立し、ウィニペグ・ジェッツへの移籍が決まった。 

### カナディアンズ時代
2018年6月にモントリオール・カナディアンズへのトレードが決定。7月13日にカナディアンズとの1年契約にサインした。10月6日のピッツバーグ・ペンギンズ戦でショートハンドゴールを決め、カナディアンズとしての初ゴールを記録。 
2019年7月11日、カナディアンズとの新たな2年契約にサインした。 